# Tricentra unimacula
Tricentra unimacula là một loài bướm đêm trong họ Geometridae.